# Giovanni Battista Piranesi

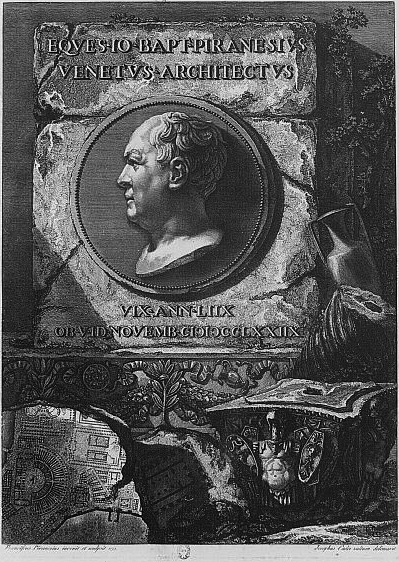
Självporträtt av Giovanni Battista Piranesi (1756).

Giovanni Battista Piranesi, född 4 oktober 1720 i Mogliano Veneto i nordöstra Italien, död 9 november 1778 i Rom, var en italiensk konstnär, grafiker och arkitekt. Han var far till Francesco Piranesi.
Piranesi är känd för sina etsningar av Roms ruiner, av fantasistäder och gigantiska fängelser. Han uttryckte sina kunskaper i arkeologi i påhittade skildringar av fängelser, ruiner, valv och arkader fyllda av starkt kontrasterande ljusa och mörka skuggor. Hans landskapsmåleri hade påverkats av Claude Lorrains skildringar och hjälpte i sin tur till att skapa ett mönster för det italienska, romantiska landskapsmåleriet. 
Av hans stora produktion av etsningar och gravyrer är Carceri d'invenzione (Fängelsesviten), en serie plåtar utgivna 1750, med rätta de mest berömda. Sonen Francesco fullbordade och utgav på nytt ett antal av hans plåtar.
Få av Piranesis arkitektoniska projekt förverkligades, men på Aventinen i Rom uppförde han kyrkan Santa Maria del Priorato åren 1764-1766 åt Malteserorden. Kyrkans fasad, som har en nyklassicistisk prägel, är försedd med kopplade pilastrar samt heraldiska emblem och andra ornament på ett sätt som påminner om romerska fälttecken. Han lät också bygga piazzan framför kyrkan, Piazza dei Cavalieri di Malta.
Tre av hans barn, Laura, Francesco och Pietro Piranesi, var också kända konstnärer.

## Biografi

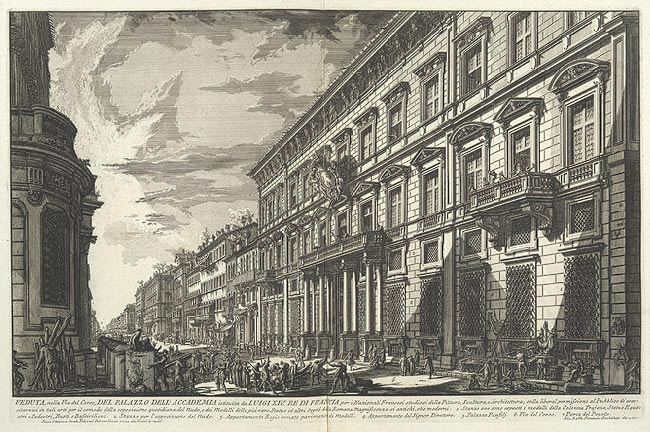
Palazzo Mancini, säte för Franska akademien i Rom sedan 1725. Etsning av Giovanni Battista Piranesi 1752. Metropolitan Museum of Art i New York. Sedan år 1803 huserar Franska akademin i Rom (Académie de France à Rome) i Villa Medici.

Piranesi var son till en stenhuggare. Han studerade arkitektur vid Magistrato delle Acque i Venedig. Hans bror Angelo Piranesi var en kartansk munk, som lärde honom romersk historia och latin. 

### I Rom
Piranesi kom först till Rom 1740-1744, som ritare i följe med Marco Foscarini, en historiograf från republiken Venedig och doge i Venedig. Efter en kort vistelse i Venedig, 1744, kom Piranesi tillbaka till Rom 1745, denna gång som en assistent till gravören och utgivaren Giuseppe Wagner, och han grundade sin egen studio i Via del Corso, mittemot Palazzo Mancini, som var säte för den franska akademin i Rom. Gatan Via del Corso gata i sträcker sig rakt igenom centrala Rom, mellan Piazza Venezia och Piazza del Popolo. I Rom studerade han kopparstickskonst. År 1765 byggdes Santa Maria del Priorato, Malteserordens kyrka, på Aventinen i Rom. Kyrkans arkitektur är rik i detaljen, klar och elegant i utförandet.

### Den första serien av etsningar, åren 1745-1761
Piranesi var även en ivrig, men mindre pålitlig arkeolog. Han utgav 1748 "Vedute di Roma" och framställde Roms antika minnesmärken i ett stort verk, Le antichità romane (fyra band med 218 blad, 1756; ny upplaga 1786 av sonen Francesco Piranesi, 224 blad, tillägnad Gustav III). Piranesis gravyrer bidrog i hög grad att sprida intresse för Roms fornminnen och för den klassiska konsten. Hans "Vedute di Roma" gavs på nytt ut av A. Giesecke 1913.
År 1748 publicerades den första upplagan av hans "Archi Trionfali" under rubriken "Antichità Romane de Tempi della Repubblica e de Primi Imperatori", 1765 omredigerat som "Alcune Vedute di Archi Trionfali". Trettio vyer av gamla byggnader i Italien och Rom gjordes efter skisser han gjorde under sin resa runt Italien 1743-1745, när han besökte Pola, Verona, Rimini och Ancona.
För nästa generation av sina "utsikter" valde han en större storlek. I sin serie "Vedute di Roma" gjorde 135 unika plattor under 30 års tid. I serien registrerade han betydelsen av byggnaderna i den gamla världen och i barockvärlden i och runt omkring Rom. Han utförde etsningar och kopparstick av "Vedute di Roma", som är ett centralt men endast liten del av hans samlade verk, som består av mer än tusen enskilda etsningar. 1751 publicerade Giovanni Jean Bouchard de första 34 visningar i denna serie under rubriken "Le Magnificenze di Roma".
År 1750 publicerades de första bilderna i hans serie "Carceri d'invenzione", en serie med 16 bilder som föreställer väldiga salar med bland annat trappor, pelare och mäktiga valv och små människor.
År 1752 gifte sig Piranesi med Angela Pasquini. Deras dotter Laura föddes 1755, och den äldsta sonen Francesco föddes 1756 och en yngre son Pietro föddes omkring 1758-1759.
För att hjälpa till att rädda de gamla byggnaderna i Rom publicerade Piranesi 1756 "Antichità Romane". Han grundade därmed sitt internationella rykte som arkeolog. År 1757 blev Piranesi medlem i London Society of Antiquaries efter att ha varit upptagen med att göra några fler etsningar för sina "Vedute di Roma", som publicerades av Bouchard & Gravier från 1756 till 1761.

### På höjden av sin berömmelse, åren 1761-1769

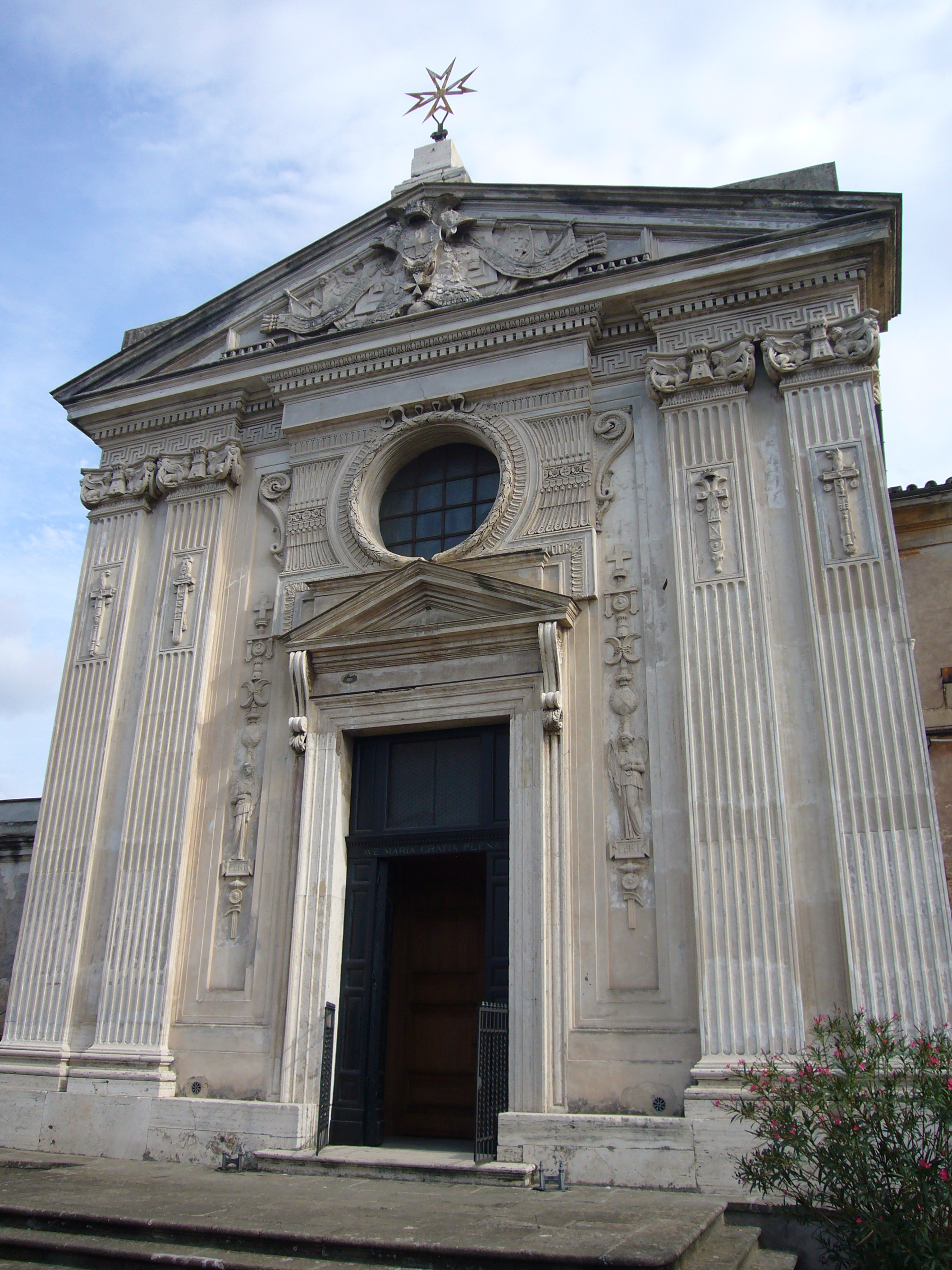
Fasaden till Santa Maria del Priorato, Rom, som Giovanni Battista Piranesi renoverade åren 1764-1766.

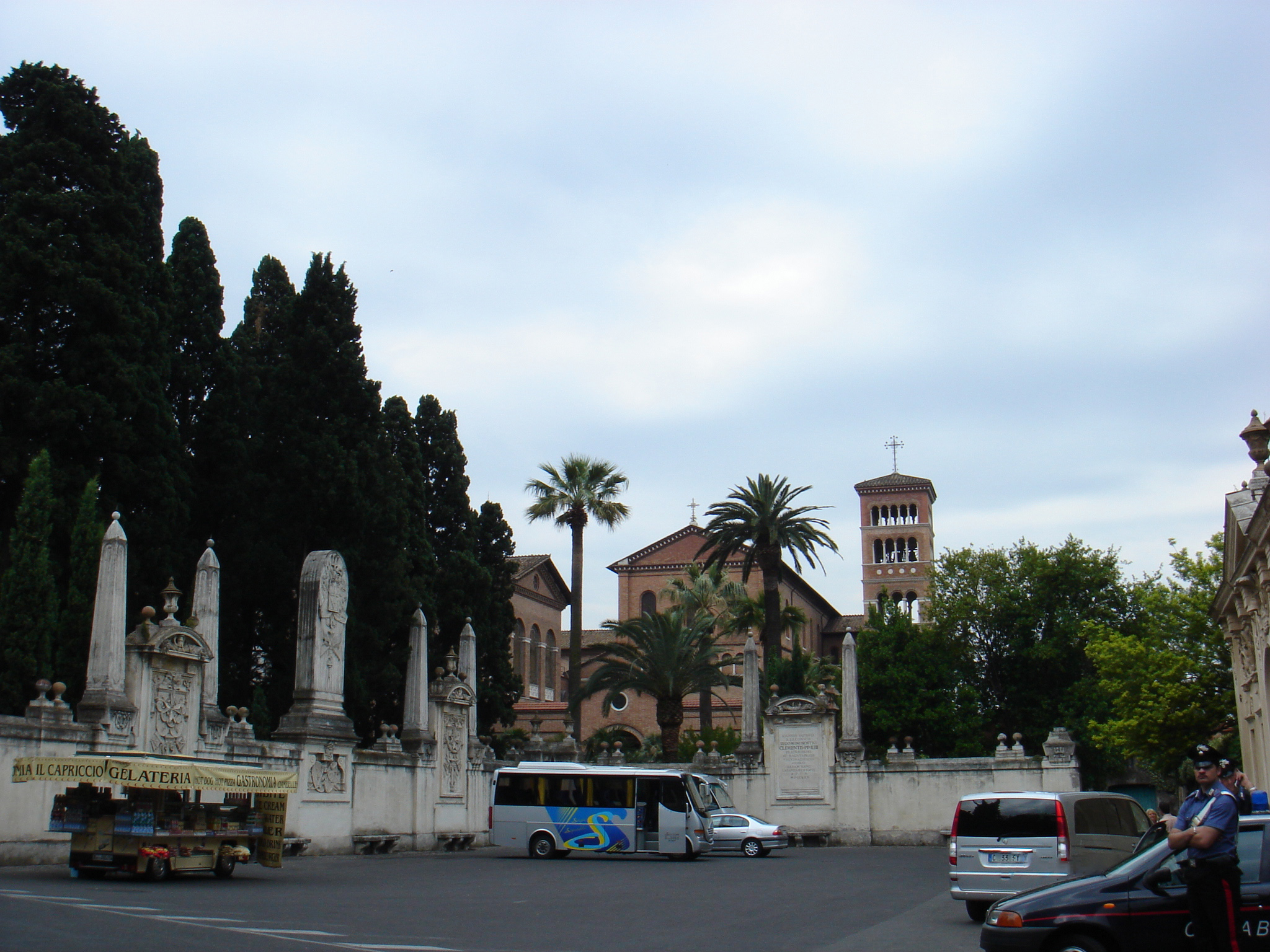
Piazza dei Cavalieri di Malta, Rom. Piranesi var arkitekt till piazzan vid Santa Maria del Priorato.

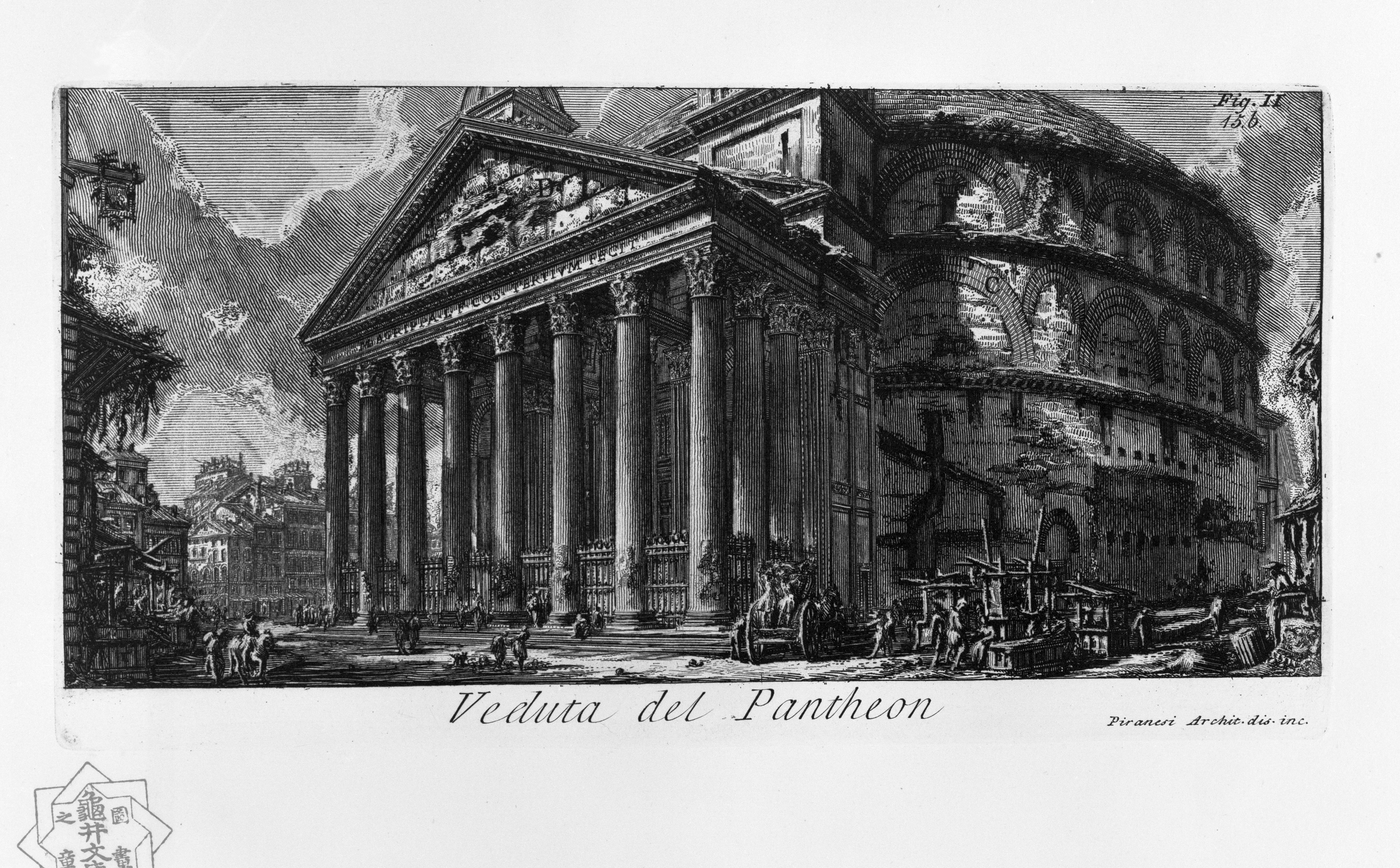
Pantheon, Veduta del Pantheon, etsning av Giovanni Battista Piranesi, 1756. Le antichità Romane.

Nu hade Piranesi nått höjden av sin berömmelse. Han blev en medlem av den romerska akademin. Påven Clemens XIII, som kom från Venedig, beundrade mycket Piranesis konst och han fick stor framgång i sina affärer. Med stöd av sina konstverk var det för honom nu möjligt att etablera sitt eget förlag. 1761 flyttade han med sin familj och sin studio till Palazzo Tomati, på Via Sistina. En av de första plattorna med den nya adressen "presso l'Autore nel Palazzo Tomati" var hans berömda bild av Pantheon, det antika templet beläget vid Piazza della Rotonda i centrala Rom.
Samma år, 1761, återutges hans "Carceri" och för första gången publicerade han en detaljerad och komplett katalog av sina etsningar, som också innehåller de första 59 utsikterna över "Vedute di Roma".
Piranesi fortsatte att studera de gamla romerska och etruskiska byggnaderna, det romerska vattenförsörjningssystemet eller reglersystemet av vattennivån i Albanosjön. Albanosjön är en vulkanisk kratersjö belägen i Albanobergen i Italien, sydöst om Rom, i närheten av Castel Gandolfo. Han gjorde många utflykter till den romerska campagnan, det svagt kuperade område som omger Rom. Resultaten av sina studier publicerade han i sina konstverk som "Della Magnificenza ed Architettura de Romani" och "Campus Martius" (1761-1762). Hans etsningar av "Antichità d'Albano e di Castel Gandolfo", som publicerades 1764, gjorde han på order av påven. År 1765 redigerade han åter "Archi Trionfali".
År 1765 erhöll Piranesi två kontrakt som arkitekt. Det första var att avsluta återuppbyggnaden av mittskeppet av basilikan San Giovanni in Laterano (Lateranbasilikan), Roms domkyrka, belägen på Lateranen i stadens södra område, och det andra var att omvandla kyrkan Santa Maria del Priorato på Aventinen. Han lät också bygga piazzan framför kyrkan, Piazza dei Cavalieri di Malta.
Efter att Piranesi 1766 fått ordern av påven Clemens XIII undertecknade han mestadels sina etsningar med "Cavalier Piranesi F." från den tiden.

### De senare åren i Rom 1770-1778

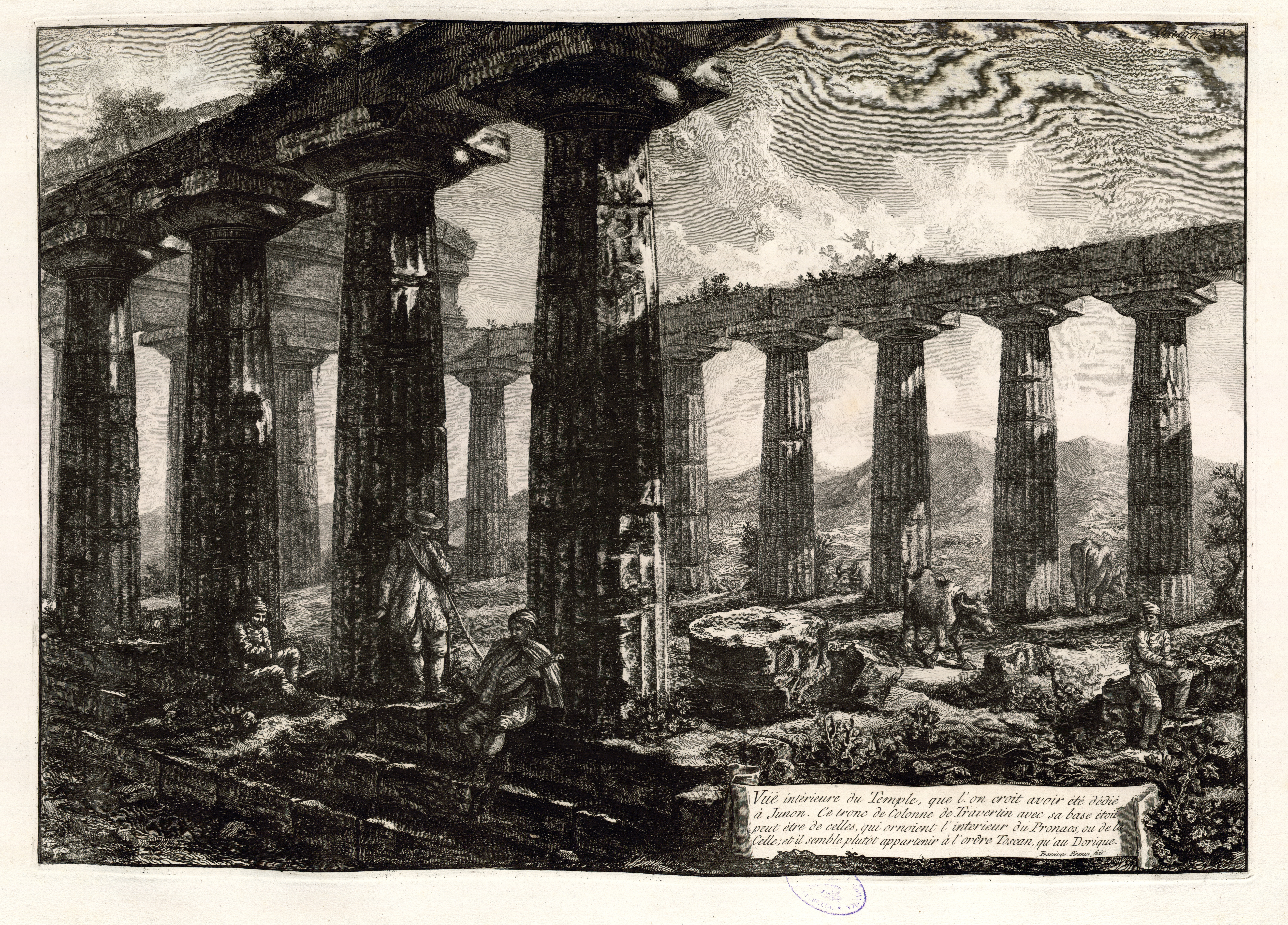
Det grekiska templet i Paestum, etsning av Giovanni Battista Piranesis son Francesco Piranesi år 1778.

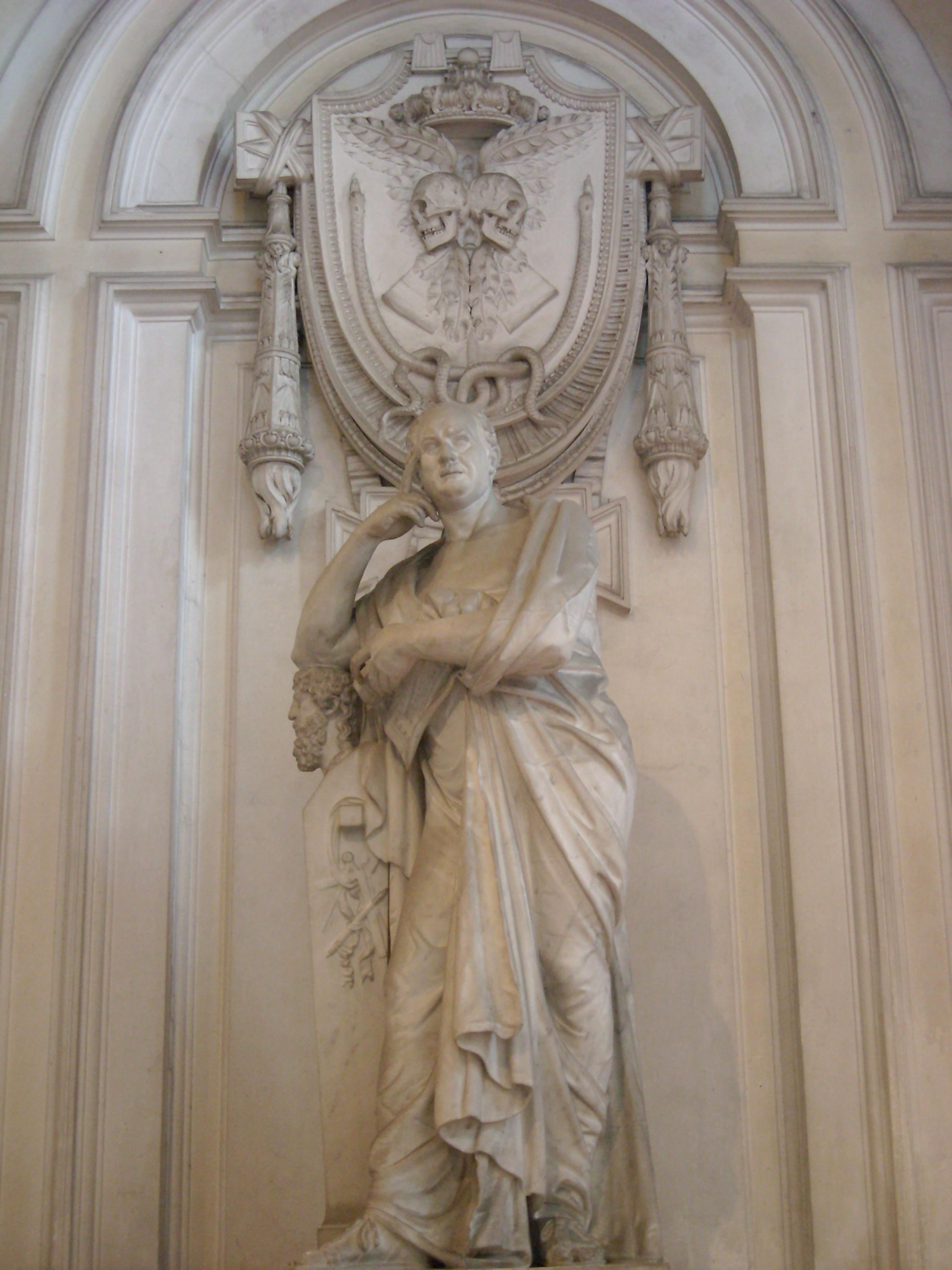
Giovanni Battista Piranesis grav i Santa Maria del Priorato i Rom. Statyn på hans grav gjordes av Giuseppe Angelini och visar Piranesi, som i en gammal klädedräkt håller ett tecken för en arkitekt och en grafiker.

Under 1760- och 1770-talen hade antalet kunder, som samlade in Piranesis etsningar, växt kontinuerligt över hela Europa. Under denna tid gjorde han cirka 40 nya etsningar för sina "Vedute di Roma".
Piranesi sista stora serier av vyer behandlade de grekiska templen i Paestum, en antik stad och världsarv vid Salernobukten i Italien, sydost om staden Salerno. Idag är Paestum ett världsarv. Åren 1777-1778 gick han dit tillsammans med sin son Francesco Piranesi och Benetto Moris, arkitekturspecialisten i hans företag för att göra ritningar av alla tre templen i Paestum. Ännu idag har Paestum kvar betydande ruiner av präktiga tempel. Störst är ruinerna av det så kallade Poseidontemplet, som sannolikt egentligen är helgat till Hera, kanske det finaste av 400-talets f.Kr. grekiska byggnadsverk i dorisk stil. Strax söder om Poseidontemplet ligger ett andra Heratempel, som ofta, utan skäl, benämns "basilikan", och är från 500-talet f.Kr. Athenatemplet, tidigare även tillskrivet Ceres, är yngre än "basilikan", men äldre än Poseidontemplet. Mellan Demetertemplet och Poseidontemplet, i närheten av kvarlevorna av en amfiteater, ligger det romerska så kallade fredstemplet. Märkvärdig är även den nästan fullständigt bevarade stadsmuren. En serie av 20 vyer gjordes klar till och med samma år och publicerades av Francesco Piranesi 1779. Piranesi är representerad vid bland annat Nationalmuseum i Stockholm Kalmar konstmuseum.
Giovanni Battista Piranesi avled den 9 november 1778 och han begravdes i Santa Maria del Priorato i Rom. Statyn på hans grav gjordes av Giuseppe Angelini och visar Piranesi, som i en gammal klädedräkt håller ett tecken för en arkitekt och en grafiker. Santa Maria del Priorato är klosterkyrkan i priorsklostret (filialklostret) av riddarna av Malta på Aventinen i Rom, och den är tillägnad Jungfru Maria.

## Eftermäle
Asteroiden 11336 Piranesi är uppkallad efter honom.

## Bildgalleri

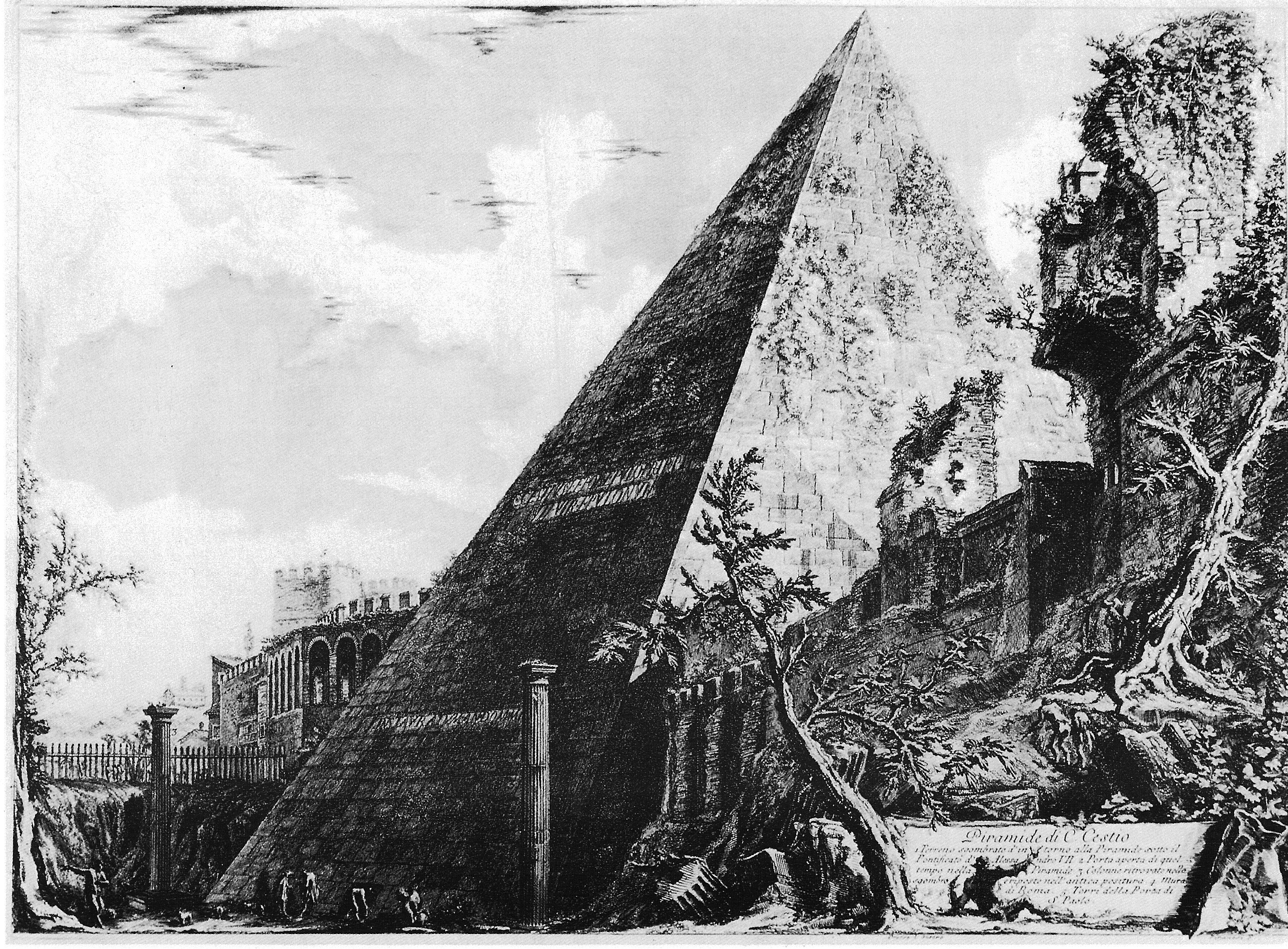
Etsning av Cestiuspyramiden, Rom (1700-talet).
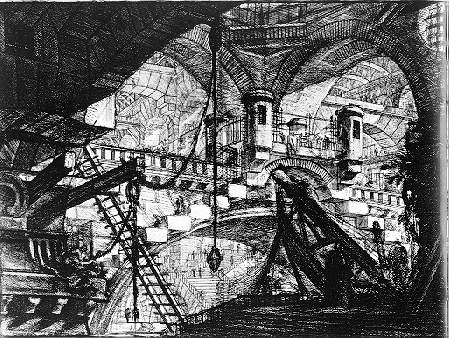
Etsning ur serien Le Carceri d'Invenzione.
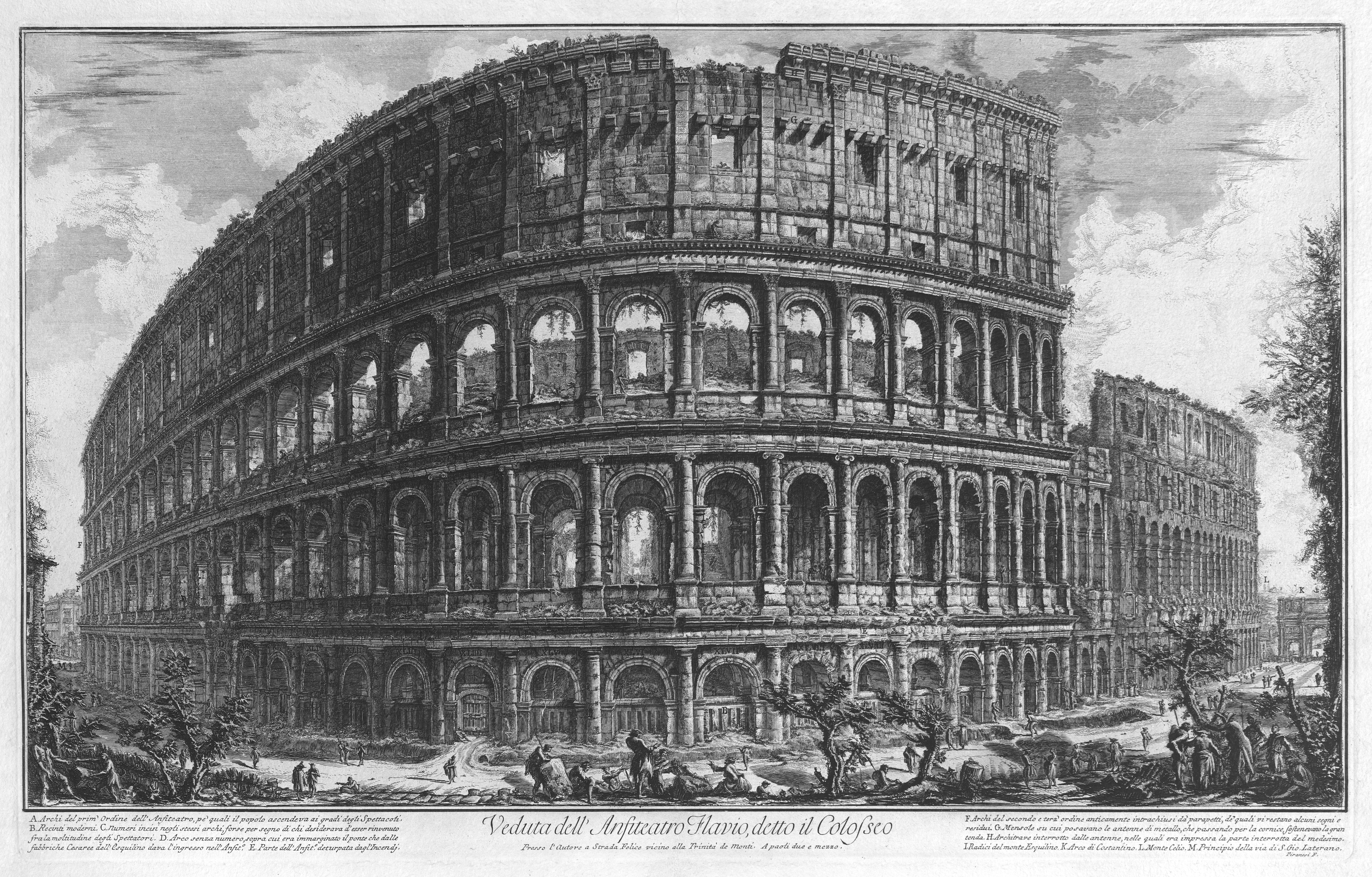
Colosseum, Rom, etsning från 1757.
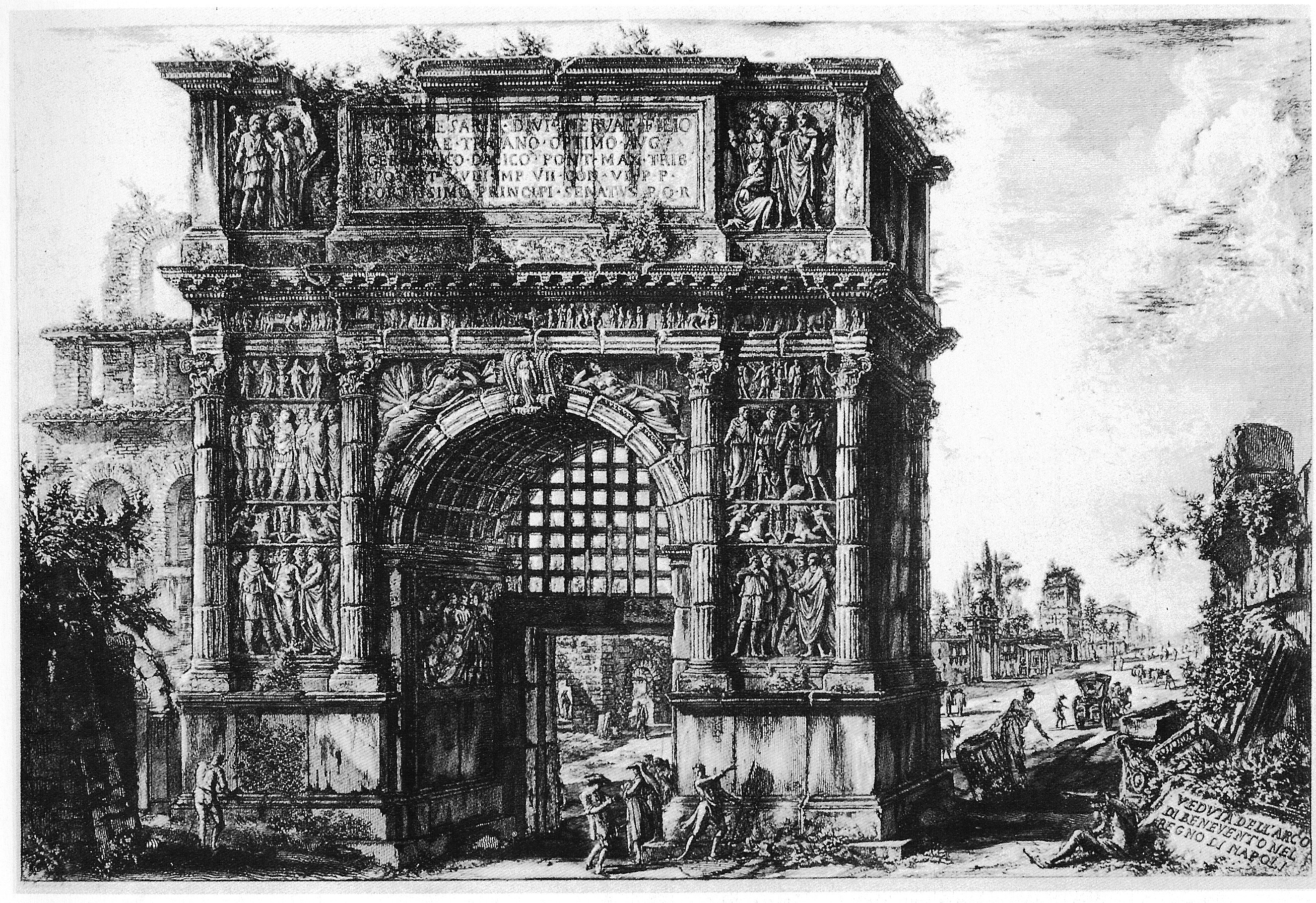
Trajanus triumfbåge vid Benevento nordöst om Neapel, etsning.
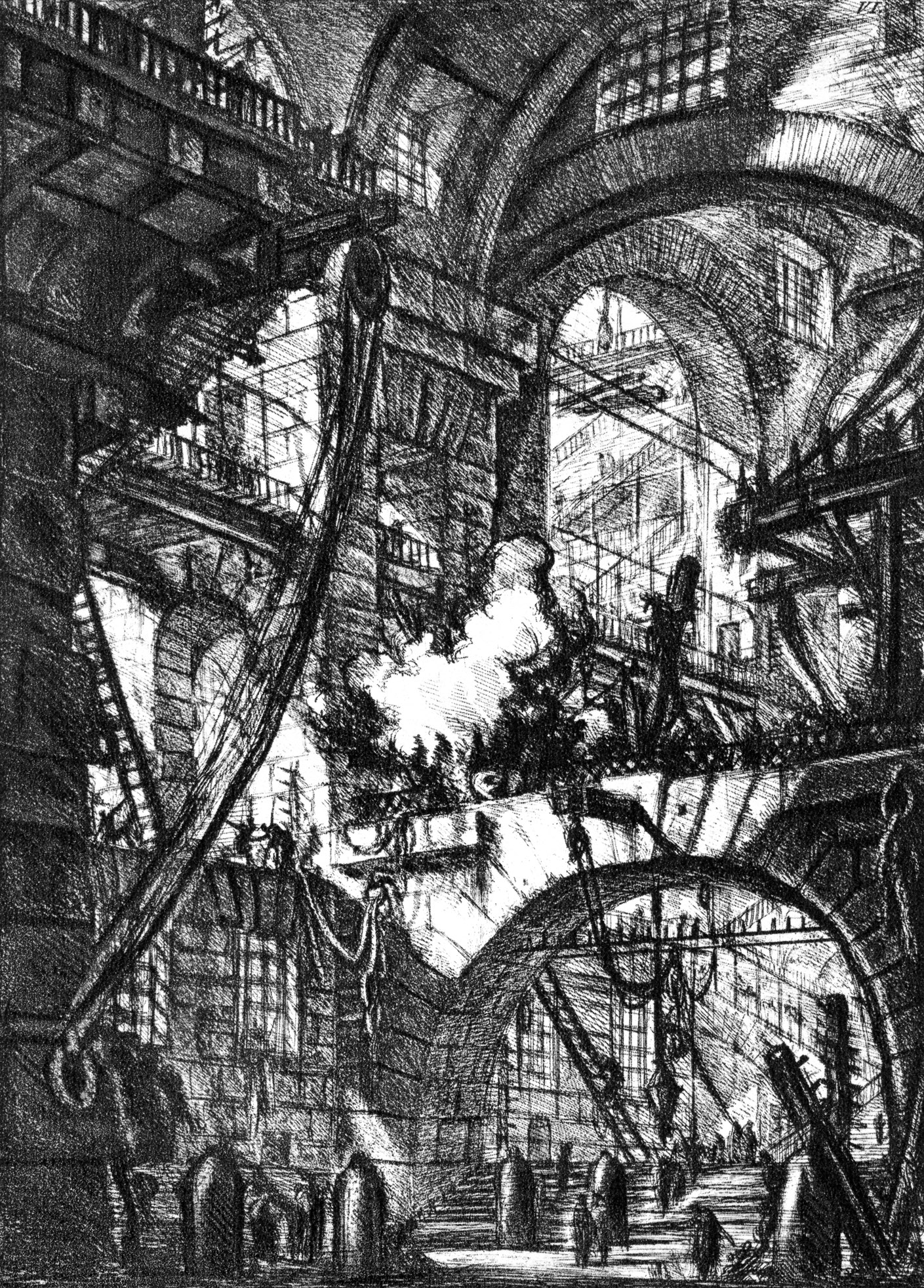
Platta VI (16), The Smoking Fire, från serien De imaginära fängelserna (Carceri d'Invenzione), Rom, 1761 års upplaga (omarbetad  från 1745).
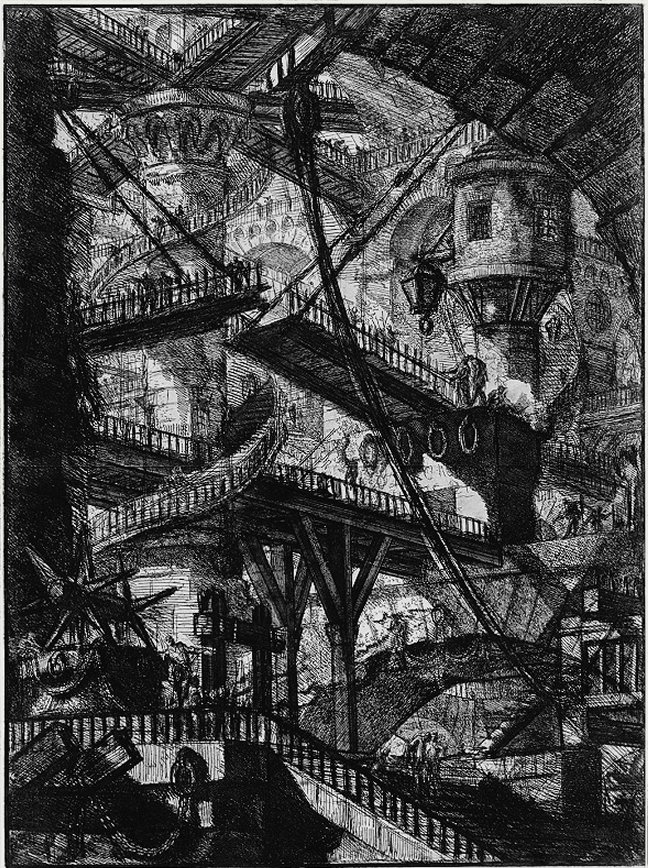
Platta VII (16), Etsning utan titel (som kallas "Vindbryggan"), från serien De imaginära fängelserna (Carceri d'Invenzione), Rom, 1761 års upplaga (omarbetad  från 1745).
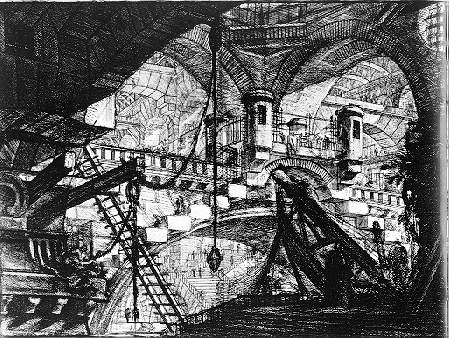
Platta XI (16), Etsning utan titel (som kallas "Bågen med snäckskalsprydnad"), från serien De imaginära fängelserna (Carceri d'Invenzione), Rom, 1761 års upplaga (omarbetad  från 1745).

### Fotnoter
1. 1 2  id-nummer i USA:s kongressbiblioteks katalog: n79006767, läst: 1 juli 2016.[källa från Wikidata]
2. 1 2 3 4 5 6  abART, abART person-ID: 28992, läst: 1 april 2021.[källa från Wikidata]
3. ↑  ”Пиранези Джованни Баттиста”, Большая советская энциклопедия : [в 30 т.], tredje utgåvan, Stora ryska encyklopedin, 1969, läst: 28 september 2015.[källa från Wikidata]
4. ↑  Kunstindeks Danmark, Kunstindeks Danmark-ID: 12378, läst: 5 april 2020.[källa från Wikidata]
5. ↑  Staatlichen Museen zu Berlin, läs onlineläs online.[källa från Wikidata]
6. ↑  läs online, www.smb.museum .[källa från Wikidata]
7. ↑  VIAF-ID: 2546239.[källa från Wikidata]
8. ↑  Arkitekter verksamma i Sverige, 11 juli 2014.[källa från Wikidata]
9. ↑  läs online, www.museabrugge.be , läst: 24 maj 2024.[källa från Wikidata]
10. ↑  Union List of Artist Names, 2 mars 2019, ULAN: 500114965, läs online, läst: 22 maj 2021.[källa från Wikidata]
11. ↑  läs online, www.architectural-review.com , läst: 21 oktober 2021.[källa från Wikidata]
12. 1 2 3 4 5  Nordisk familjebok
13. ↑  Nationalmuseum
14. ↑  ”Kalmar konstmuseum”. Arkiverad från originalet den 10 december 2017. https://web.archive.org/web/20171210015824/http://konstdatabas.designarkivet.se/index.php/Detail/Object/Show/object_id/167. Läst 9 december 2017.
15. ↑  ”Minor Planet Center 11336 Piranesi” (på engelska). Minor Planet Center. https://www.minorplanetcenter.net/db_search/show_object?object_id=11336. Läst 3 juni 2023.